# 犀照 (小說)
《犀照》是一本由科幻小說家倪匡所寫的作品，在衛斯理系列中編號第55。《犀照》於1984年1月8日至5月9日的《明報》副刊之中連載，並在1987年成書出版。

## 故事主旨
《犀照》是一本以南極探險為主題的小說，故事以晉朝的溫嶠筆記小說為故事開端，講述好奇心強烈的少年溫寶裕家中開設中藥行，將偷出的犀牛角燃燒，企圖仿照溫嶠的故事，照出黑水潭中怪物一事為開始，發展到衛斯理一行人在南極找到一些奇形怪狀的史前古生物，被冰封在冰川冰層中的故事。故事副線則是水產研究所長胡懷玉，意外收到南極探險家張堅，自南極寄來三塊內含史前生物胚胎的冰塊，解凍後懷疑自己被史前生物胚胎入侵腦部，本故事也是溫寶裕首度以個人身份出場的故事。

## 故事內容

### 史前生物的胚胎
衛斯理的好友張堅在南極寄運了三塊冰塊給水產研究所長胡懷玉研究，胡懷玉發現冰塊內有生物胚胎，並將之培植長大，但其中一塊冰塊內的胚胎細胞突然不見了，之後胡懷玉開始有精神分裂的現象，他認為自己腦部被史前生物入侵。

### 燃燒犀角在黑水潭中照出怪物
在此同時，一名叫溫寶裕的少年，纏住衛斯理要參與他的冒險，被衛斯理拒絕。其後，他從家中中藥行偷竊三公斤犀角並焚燒掉，試圖照出深水潭的怪物。而溫寶裕的母親，一個體態豐滿，想法有點幼稚的富太太——溫媽媽，在此事後找上衛斯理，認為是衛斯理教唆兒子偷竊犀角。

### 懷疑腦部被史前生物入侵
胡懷鈺懷疑腦部被史前生物入侵，衛斯理認為他只是精神衰弱，並轉介他給精神科女醫生梁若水。衛斯理回到家後，發現門前有一輛大房車，因為兒子溫寶裕突然失蹤，從銀行帳戶領走大筆金錢。怕他有任何不測，溫老爹(溫大富)和溫媽媽(宋氏)來找衛斯理，希望他能幫忙尋找兒子。

### 南極探險
南極探險家張堅在南極海灣兩千公尺冰層下，一股巨大的暖流温泉中，發現史前生物的殘骸，他邀請衛斯理前往南極一起探索。衛斯理在前往南極途中，發現有人秘密跟蹤他。衛斯理他不以為意。然而當他搭乘雙引擎小飛機，想用無線電和張堅聯絡時，卻意外發覺温寶裕一直偷偷躲在飛機上，還要衛斯理帶他參與南極冒險。

### 冰川中的怪物
到達南極後，衛斯理商請正好要離開南極的田中博士幫忙帶走温寶裕。然而，當田中博士和溫寶裕搭乘雙引擎小飛機穿過冰崖中的峽谷時，也發現這些史前生物，但同時，他們又意外遇上大風雪，飛機因而失事，導致田中博士死亡。衛斯理及張堅前往冰川峽谷搭救温寶裕，三人發現了被封在冰層中的完整怪物，其中有部份似乎還坐在人工工具上，溫寶裕大膽猜測這是類似現代的農場。他們截斷了部分史前生物外露在冰層外的肢體，並帶回準備讓胡懷玉研究，卻為胡懷玉悉數銷毀。

### 一切都消失了
胡懷玉因為精神耗弱，恐怕怪物肢體上附着的史前微生物，會造成不可估計的慘劇，將殘肢通通銷毀。他認為附在這些怪物殘肢上的病毒和細菌，以及南極帶回來的一切也一起被銷毀了。正如他的精神分裂，可能是冰塊中的生物入侵了他的腦部所致。其間南極地震，發現古生物殘骸的兩個地點，因地震再次被冰封。

## 故事角色
- 衛斯理 - 主角的作家。好管閒事的人，喜歡探索神秘事件。
- 胡懷玉 - 水產研究所長，認為自己腦部被史前生物入侵。後來證明是精神耗弱。
- 梁若水 - 精神科女醫生，收治精神衰弱的胡懷玉。
- 黃堂 - 警方特別工作室主任，受理水產研究所職員報案說所長胡懷玉失蹤，前來搜索研究所。
- 溫大富 - 溫寶裕的父親，為兒子溫寶裕的失蹤。求助衛斯理。
- 溫媽媽 - 溫寶裕的母親，體態豐滿，想法有點幼稚的富太太，認為衛斯理教唆兒子偷竊犀角。
- 張堅 - 南極探險家，從南極寄了三塊冰給胡懷玉。
- 溫寶裕 - 從家中中藥行偷竊三公斤犀角，想在黑水潭照出鬼怪，是一個鬼靈精的少年，一心想參與衛斯理的冒險行動。
- 田中博士 - 受託攜帶溫寶裕離開基地，駕駛直升機卻遇上大風雪。不幸喪生。
- 史丹隊長 - 南極探險隊長，反對溫寶裕和田中博士的搜救行動。

## 漫畫
- 作者黃展嗚，於2000年9月出版，是衛斯理傳奇第8本，並由時報文化出版社出版。
  - 出版社: 台灣時報文化
  - 封面: http://www.readingtimes.com.tw/ReadingTimes/Upload/rtbook_cover/rtfg/fg0036.gif （页面存档备份，存于）

## 廣播劇
- 大陸廣州電台於2004年起以粵語首播衛斯理廣播劇，由主播講出《犀照》故事。
  - 主播:安神，少爺明
  - 合共25集

## 資料來源
1. ↑  .   [2012-02-20]. （原始内容存档于2012-04-05）.

| 前任者： 054 活俑 | 衛斯理系列（按編號） 055                      | 繼任者： 056 命運、十七年 |
| 前任者： 活俑     | 衛斯理系列（按連載時序） 1984年1月8日至5月9日 | 繼任者： 命運             |